# Convento de São Francisco (Vila do Conde)
O antigo Convento de São Francisco ou Convento de Nossa Senhora da Encarnação localiza-se na cidade de Vila do Conde, no Distrito do Porto, em Portugal.
Foi fundado na primeira metade do século XVI com o objetivo de dar assistência religiosa às clarissas do Convento de Santa Clara, do qual distava uma centena de metros. Supõe-se que aqui terá vivido algum tempo Frei João de Vila do Conde. Na igreja do convento estão sepultadas três gerações de Senhores de Cavaleiros dos séculos XVI e princípios do século XVII.
Actualmente, no edifício do convento está instalado um Lar da Ordem Terceira de São Francisco.
Notável é também o museu da mesma Ordem Terceira, dito Museu das Cinzas.